# Estación Puerto Vilelas
Puerto Vilelas era una estación de ferrocarril ubicada en la ciudad del mismo nombre, departamento San Fernando, provincia del Chaco, Argentina

## Servicios
No presta servicios de pasajeros, sólo de cargas esporádicas de la empresa estatal Trenes Argentinos Cargas. Las vías por donde corren los trenes corresponden al Ramal C3 del Ferrocarril General Belgrano.
Sobre el riacho Barranqueras existen una serie de muelles privados conectados a las vías, destacándose la provisión de combustible que llegan a todas las provincias del Noroeste y el Nordeste.